# بومه
بومه (به فرانسوی: Beaumé) یک کمون در فرانسه است که در ان (ا-دو-فرانس) واقع شده‌است.

## خصوصیات
بومه ۹٫۱۸ کیلومترمربع مساحت و ۹۷ نفر جمعیت دارد و ۲۱۲ متر بالاتر از سطح دریا واقع شده‌است.